# Plotinòpolis
Plotinòpolis (en llatí Plotinopolis, en grec antic Πλωτινόπολις) era una ciutat de Tràcia a la via entre Trajanòpolis i Adrianòpolis. Segons l'Itinerari d'Antoní es trobava a uns 30 km d'Adrianòpolis.
Probablement va ser fundada per Trajà al mateix temps que Trajanòpolis, i li va donar el nom en honor de la seva dona Pompeia Plotina. Justinià I la va restaurar.
Es creu que pot correspondre a la moderna Demòtica.